# Игор Курчатов
Игор Василевич Курча̀тов е руски съветски физик, първият организатор и ръководител на научните изследвания по атомна наука и техника в Съветския съюз. Роден е на 12 януари 1903 г. в гр. Симски завод (днес Сим в Челябинска област).
Детството му преминава в Симферопол, където се преселва семейството му. През 1920 г. завършва гимназия със златен медал в същия град и става студент във Физико-математическия факултет на Кримския университет, който завършва за 3 вместо за 4 години. През 1923 г. постъпва направо в трети курс в Корабостроителния факултет на Петроградския (дн. Санкт Петербург) политехнически институт. За него, обаче, тази специалност се оказва безинтересна и той се връща през 1924 г. в Крим, започва работа в метеорологичната служба и още същата есен се прехвърля в катедрата по физика на Азърбайджанския политехнически институт (Баку), а през 1925 г. става научен сътрудник в Ленинградския физико-технически институт.
От 1932 г. Курчатов става един от първите физици в СССР, които изучават атомното ядро, ядрените реакции, неутронните облъчвания, изкуствената радиоактивност. Той открива през 1935 г. явлението ядрена изомерия – разпад на еднакви атоми с различна скорост. През 1939 г. под негово ръководство е създаден първият ускорител на елементарни частици в СССР; през 1940 г. съвместно с учените Г.Н. Фльоров и К.А. Петржак установява, че атомните ядра на урана могат да се разпадат спонтанно, без неутронно облъчване.
По време на Втората световна война Курчатов ръководи разработването на защита на корабите от Черноморския флот от магнитни мини, а от 1943 г. започва да работи над проект за създаване на атомно оръжие. По същото време в Москва се създава Института по атомна енергия и влиза в действие първият циклотрон. Курчатов става първият директор на института и ръководител на проекта „Уранов проблем“.
Под ръководството на Курчатов са създадени:
- първият в Европа ядрен реактор (влиза в действие на 30 декември 1946 г.),
- първата в Европа атомна бомба (1949 г.),
- първата в света термоядрена (водородна) бомба (1953 г.).
- името на Курчатовий

Игор Курчатов умира в Москва на 7 февруари 1960 г.